# Блакитні блискавки
«Блакитні блискавки» — радянський художній фільм 1978 року, знятий на Кіностудії ім. О. Довженка.

## Сюжет
Столичний піжон Ручьйов, що не пройшов за конкурсом вищого навчального закладу, потрапив у десантні війська. Довелося йому звикати до іншого життя…

## У ролях
- Андрій Градов — Анатолій Ручьйов
- Ольга Жуліна — Таня Кравченко
- Юрій Каморний — Копилов, лейтенант, командир десантної роти
- Леонід Бєлозорович — Кузнецов
- Костянтин Степанков — Іван Степанович Луценко, гвардії прапорщик
- Сергій Підгорний — Жора Хворост, Єгор
- Віктор Бутов — Сосновський
- Анатолій Матешко — Дойников
- Василь Очеретяний — Вася Щукін
- Анатолій Фоменко — Василенко
- Сергій Свєчніков — Васнецов, лейтенант-десантник
- Володимир Бродський — генерал
- Микола Воронін — батько Сосновського
- В'ячеслав Воронін — Йосип Іванович, тренер
- Галина Довгозвяга — Наталія Дмитрівна, військовий лікар
- Микола Досенко — батько Анатолія
- Володимир Мишаков — батько призовника
- Маріанна Стриженова — мама Анатолія
- Микола Сектименко — Яковина, прапорщик
- Клавдія Хабарова — мати призовника

## Знімальна група
- Режисер-постановник — Ісаак Шмарук
- Сценаристи — Олександр Кулешов, Кирило Рапопорт
- Оператори — Олексій Прокопенко (постановник), Віра Бердашкевич (2-й оператор), Віталь Кондратьєв (повітряні зйомки)
- Композитор — Леонід Афанасьєв
- Звукооператор: Галина Калашникова
- Режисер: Ю. Жариков
- Художник-постановник — Вульф Агранов
- Художники: по костюмах — Л. Соколовська, по гриму — Т. Головченко, декоратор — А. Лук'янов
- Редактор: Валентина Ридванова
- Режисер монтажу: Олена Лукашенко
- Комбіновані зйомки: оператор — Тетяна Чернишова, художник — Володимир Дубровський
- Директор картини: Леонід Корецький